# Vettius Agorius Basilius Mavortius
 (juin 2016).
Vettius Agorius Basilius Mavortius (fl. 527) était un homme politique de l'Empire romain.

## Biographie
Déscendant de Vettius Agorius Praetextatus et de sa femme Aconia Fabia Paulina, il fut consul en 527.